# Deathrage
Deathrage war eine italienische Thrash-Metal-Band aus Cinisello Balsamo, die im Jahr 1986 gegründet wurde und sich ca. 1990 wieder auflöste.

## Geschichte
Die Band entstand aus dem Zerfall der Band Virus. Sie wurde im Jahr 1986 von Bassist Alex Vicini und Sänger Mauro Tonon gegründet, wobei der Name Deathrage von Vicini gewählt wurde. Daraufhin begann die Suche nach weiteren Mitgliedern, wobei Roberto „Jena“ Sambusida, ein Freund der beiden, als Schlagzeuger hinzu kam. Als Gitarrist kam Lorenzo Marconi zur Besetzung. Nach einigen Proben entschied sich die Band dazu, einen weiteren Gitarristen in die Band aufzunehmen, der mit Davide Castelli gefunden wurde. Daraufhin begannen die Arbeiten zu den ersten Liedern. Die Texte stammten von Sambusida, wobei Vicini die Texte ins Englische übersetzte. Nachdem das erste Demo aufgenommen worden war, verließ Castelli die Band wieder und wurde durch Massimo De Stefanis ersetzt. Im Jahr 1988 unterzeichnete die Band einen Vertrag bei Metal Master Records, wo noch im selben Jahr das Debütalbum Self Conditioned Self Limited erschien. Außerdem wurde das Album über Discomagic Records veröffentlicht. Produziert wurde der Tonträger von Alberto „A. C. Wild“ Contini (Bulldozer). Der Veröffentlichung folgten Auftritte im Norden Italiens. Im Jahr 1990 verließ Sänger Tonon die Band und wurde durch Alex „Nico“ Nicolini ersetzt. Nachdem das zweite Album Down in the Depth of Sickness veröffentlicht worden war, verließ Nicolini die Band wieder, sodass Tonon zur Band zurückkehrte. Der Band trat auch kurzzeitig Keyboarder Tito bei, der jedoch schon bald wieder die Band verließ, da die übrigen Mitglieder meinten, dass das Instrument nicht zu der Band passe. Später nahm die Band noch ein zweites Demo auf, ehe sie sich auflöste.

## Stil
Die Band spielte klassischen Thrash Metal. Die Gruppe selbst bezeichnete ihre Musik, deren Einflüsse von Judas über Napalm Death bis Motörhead reichen, als „Tramp Metal“, Metal Hammer/Crash beschrieb sie als „extremen Thrash Metal mit Crossover-Einschlag“. Die Texte behandeln gesellschaftliche Themen und Anti-Satanismus und wurden fast ausschließlich von Sambusida geschrieben und von Vicini ins Englische übersetzt.

## Diskografie
- 1988: Self Conditioned Self Limited (Album, Metal Master Records)
- 1990: Down in the Depth of Sickness (Album, Metal Master Records)